# Pseudopostega robusta
Pseudopostega robusta là một loài bướm đêm thuộc họ Opostegidae. Nó được miêu tả bởi Andrius Remeikis và Jonas R. Stonis năm 2009. Nó được tìm thấy ở Thái Bình Dương Coast
of Costa Rica.
Sải cánh dài 5.9–6.2 mm đối với con đực. Con trưởng thành bay vào tháng 3.